# Husarszczyna
Husarszczyna (ukr. Гусарщина) – wieś na Ukrainie, w obwodzie sumskim, w rejonie ochtyrskim, w hromadzie Komyszi. W 2001 liczyła 119 mieszkańców, spośród których 118 wskazało jako ojczysty język ukraiński, a 1 rosyjski.